# San Sebastián (Porto Rico)
San Sebastián é uma municipalidade de Porto Rico, localizada ao sul de Isabela e Quebradillas, ao norte de Las Marías, a leste de Moca e Añasco e oeste de Lares. San Sebastián é espalhada por 24 alas e Pueblo San Sebastián (O centro da cidade e do centro administrativo da cidade). É uma das cidades principais da Área Metropolitana de Aguadilla - Isabela - San Sebastián.